# Daniel Lefeuvre
Pour les articles homonymes, voir Lefeuvre.

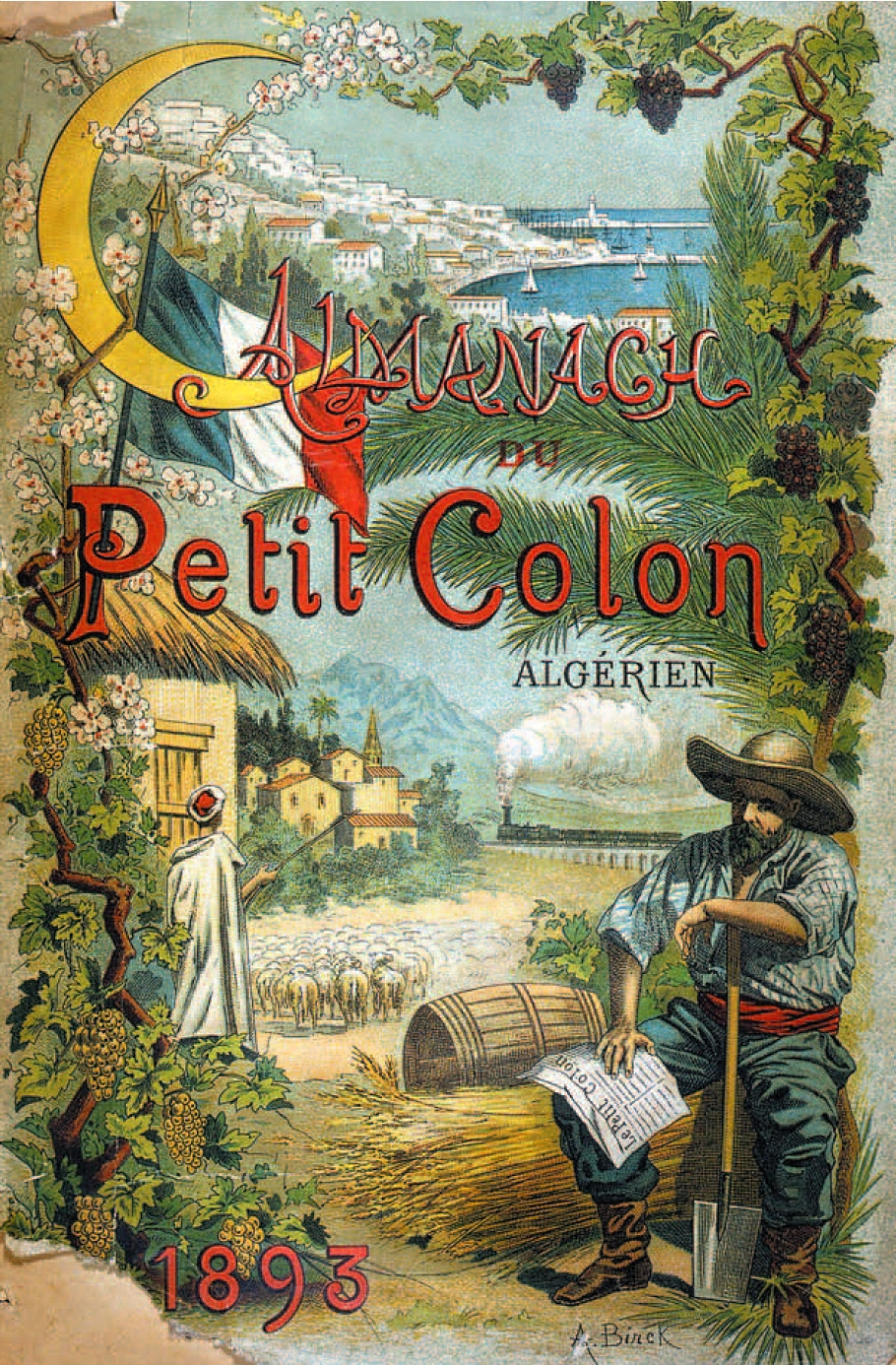
Almanach du petit colon algérien, 1893.

Daniel Lefeuvre, né le 11 août 1951 à Paris et mort dans la même ville le 4 novembre 2013, est un historien français, spécialiste du monde colonial, et en particulier de l'Algérie coloniale, qu'il a principalement étudiée sous l'angle de l'histoire économique.

## Biographie

### Jeunesse et formation
Daniel Lefeuvre est issu d’un milieu socialement modeste. Son père était fossoyeur au cimetière de Pantin et sa mère, ouvrière. Il a grandi et suivi sa scolarité dans la ville de Bondy. Sa jeunesse a été marquée par ses engagements politiques militants au sein des Jeunesses communistes puis de l'Union des étudiants communistes et de l'UNEF. Il est élu étudiant au Cneser.
Son cursus universitaire fut entrecoupé d'activités professionnelles liées à la vente du livre, de manière itinérante ou à partir d'une librairie qu'il avait fondée à Argenteuil. Il a donc acquis, avant d'étudier l'histoire économique, des notions pratiques de commerce, de comptabilité et d'économie.

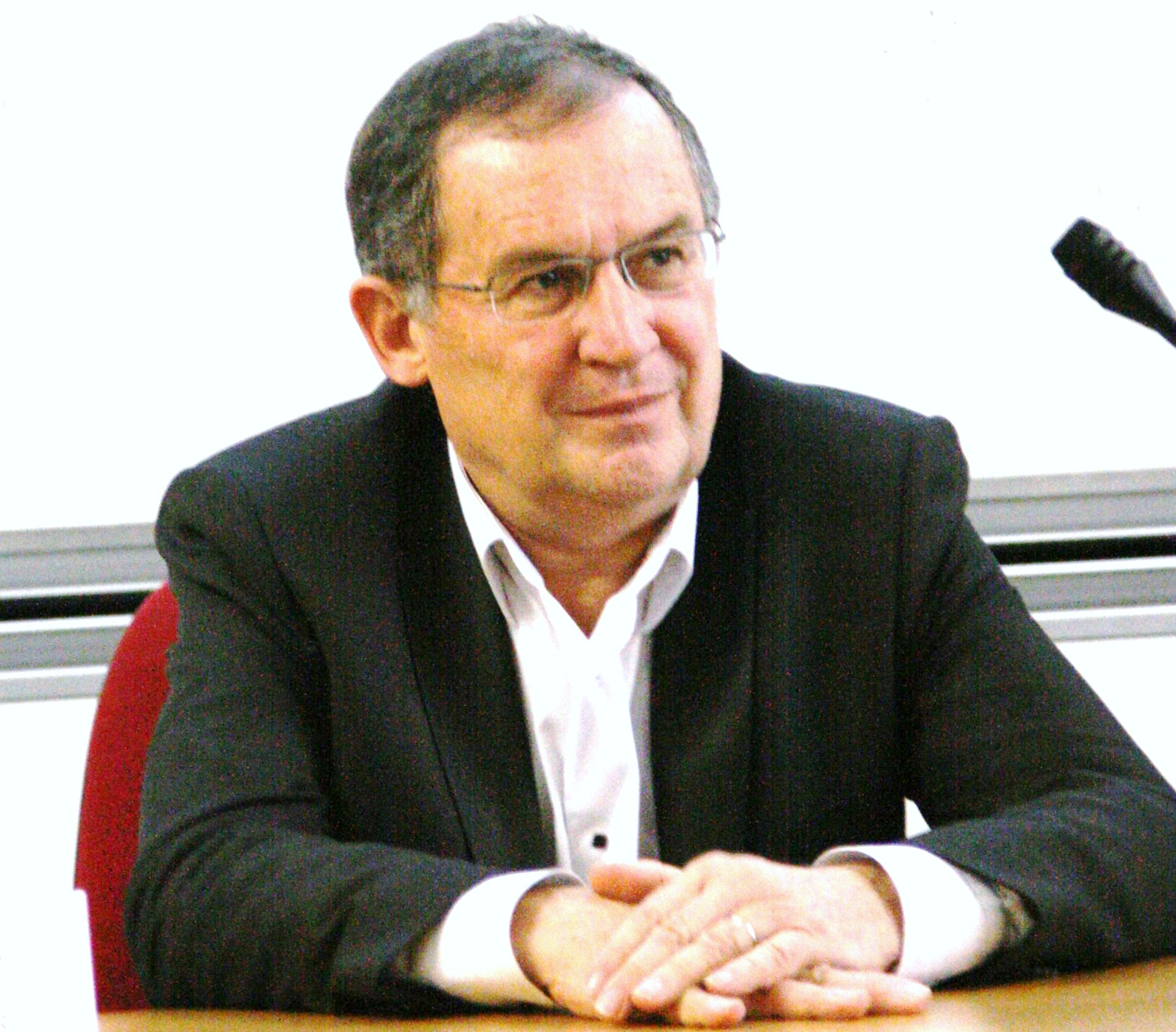
Jacques Marseille.

Renouant avec l'université, il fut étudiant de Jacques Marseille à l'université Paris-VIII. La lecture du livre de ce dernier, Empire colonial et capitalisme français (1984) l’avait convaincu du simplisme de ses convictions de jeunesse en matière d’histoire coloniale.
Daniel Lefeuvre rédige d'abord un mémoire de maîtrise sur le Plan de Constantine sous la direction de Jean Bouvier, spécialiste d'histoire économique. Puis il s'engage, sous la direction de Jacques Marseille dans une thèse intitulée L'industrialisation de l'Algérie (1930-1962), échec d'une politique, soutenue en 1994. Elle est publiée en 1997 dans une version remaniée sous le titre Chère Algérie : comptes et mécomptes de la tutelle coloniale, 1930-1962.

### Parcours

#### Carrière
Après plusieurs années passées dans l'enseignement secondaire (L.E.P., collèges) puis comme ATER, Daniel Lefeuvre accède à l'enseignement supérieur une fois sa thèse de doctorat obtenue.
En 1994, il est nommé maître de conférences à l'université Paris-VIII. Le 18 décembre 2001, il soutient son HDR (habilitation à diriger des recherches) devant un jury composé de Jacques Marseille, Daniel Rivet, Jacques Frémeaux, Marc Michel, Benjamin Stora et Michel Margairaz.

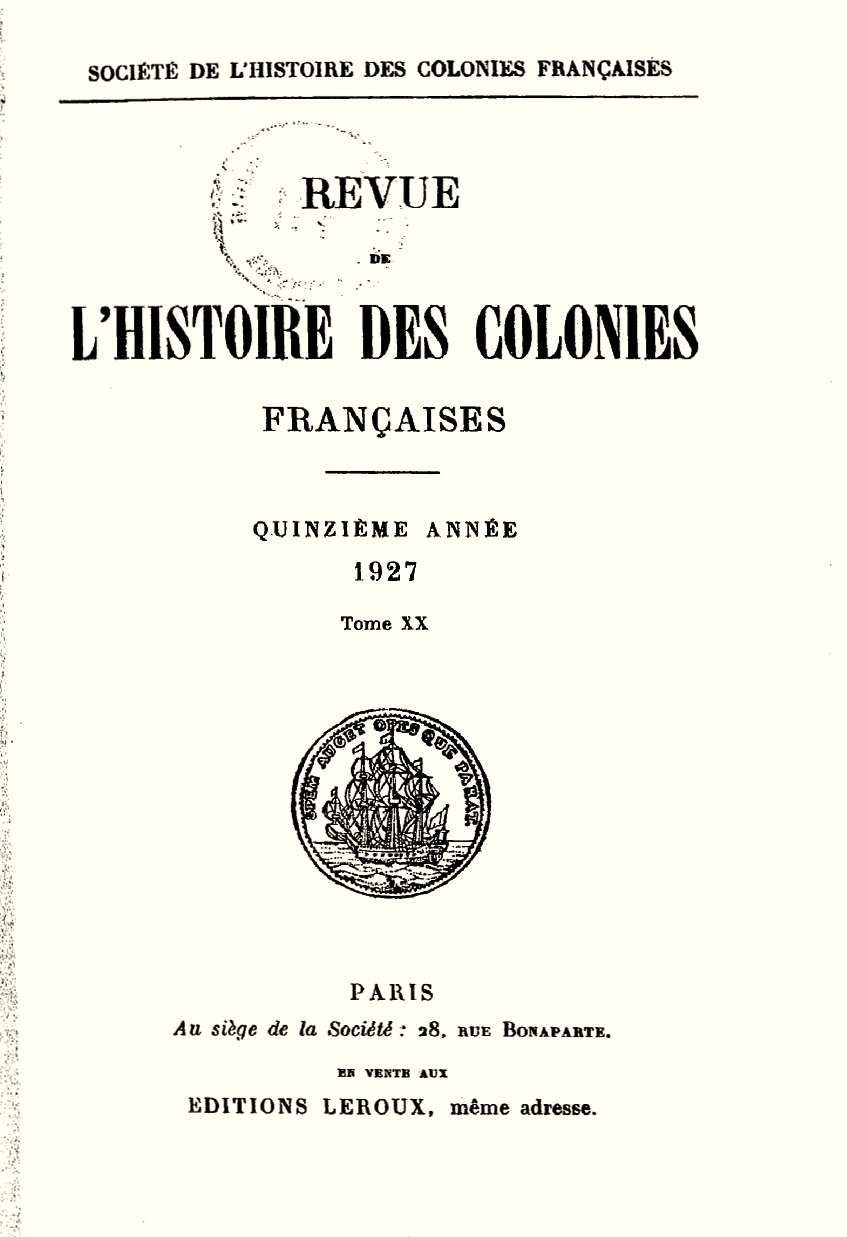
Revue d'histoire des colonies, 1927.

En septembre 2002, il devient professeur des universités et anime des séminaires sur l'histoire coloniale, certains avec Jacques Frémeaux, de l'université Paris-IV. Il est un temps (2004-2007) directeur du Département d'Histoire de l'université Saint-Denis Paris VIII.
Daniel Lefeuvre était chercheur associé et membre du conseil de laboratoire de l´UMR 604 «Institutions et dynamiques historiques de l'économie» (CNRS) ; membre du conseil de laboratoire du GDR-CNRS «Entreprises sous l'Occupation» ; co-responsable (avec Jacques Frémeaux, professeur d´histoire contemporaine, Université Paris IV) d´un groupe de recherche sur «Les rapatriés de l'empire français, 1945-1965».

#### Activités
De 1995 à 2000, il est secrétaire général de la Société française d'histoire de l'outre-mer, qu'il réorganise. La Revue française d’histoire d’outre-mer qui avait pris la suite de la Revue d’Histoire des Colonies, en 1959, devient Outre-mers, revue d'histoire en 1999.
Les 23, 24 et 25 novembre 2000, se tient, à la Sorbonne, le colloque international organisé par Daniel Lefeuvre (avec la collaboration d'Anne-Marie Pathé, ingénieur IHTP), en l'honneur de Charles-Robert Ageron (1923-2008), maître incontesté des études historiques sur l'Algérie coloniale et la décolonisation. Daniel Lefeuvre réussit à faire publier les actes du colloque pour l'ouverture de celui-ci : La guerre d'Algérie, au miroir des décolonisations française (SFHOM).
L'année scolaire 2000-2001, Daniel Lefeuvre, alors maître de conférences, et Michel Renard, organisent à l'université Paris-VIII un séminaire intitulé «Histoire et présence de l'islam en France», avec la participation de nombreux historiens et islamologues.

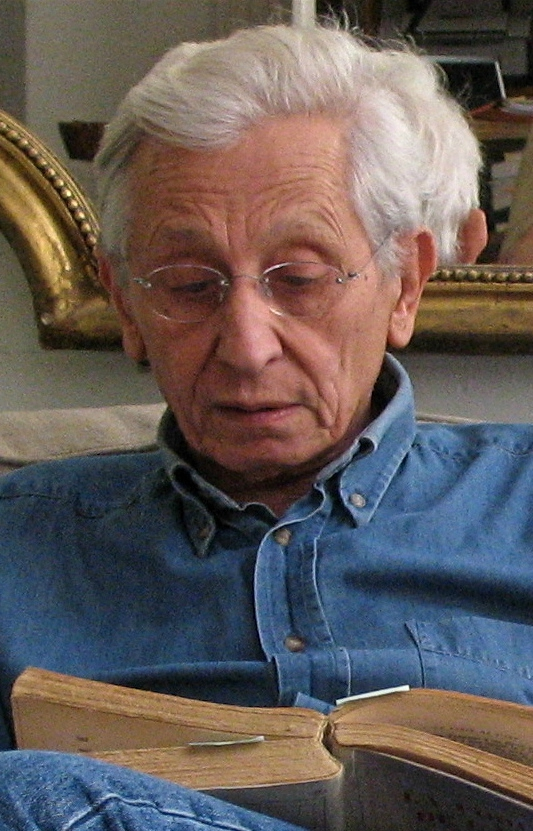
Marc Michel, 2007.

Toujours soucieux de l'impact du savoir universitaire sur les professeurs de l'enseignement secondaire, il organise, le 27 mars 2002, une journée d'étude intitulée Enseigner la guerre d'Algérie avec, notamment : Gilbert Meynier, Mohammed Harbi, Jacques Frémeaux, Michel Margairaz, Danielle Tartakowsky, Raphaëlle Branche et Sylvie Thénault.
En 2006, il fonde avec Michel Renard et Marc Michel l'association Études Coloniales qui a notamment constitué un annuaire des chercheurs spécialistes de cette question. Cette association est également à l'origine de la reconstruction de la kouba de Nogent-sur-Marne (2011).
En 2007, il est nommé membre du conseil d'administration de l'Association Une cité pour les archives fondée en 2001 pour soutenir le projet de création à Saint-Denis-Peyrefitte d'un centre des archives nationales.
Daniel Lefeuvre était membre du Conseil historique et scientifique de la Caisse des dépôts et consignations.
Le 1er juin 2012, Daniel Lefeuvre est élu à l'Académie des sciences d'outre-mer, membre titulaire de la 2e section (Sciences politiques et administratives).
En 2013, Daniel Lefeuvre est élu président du conseil scientifique de la Fondation pour la mémoire de la guerre d'Algérie, des combats du Maroc et de Tunisie.

## Publications

### Ouvrages
- 1940 au jour le jour, Paris, Albin Michel, 1989 (avec Jacques Marseille).
- Le Métro de Paris. Histoire d'hier à demain, Rennes, Ouest-France, 1990.
- D'une crise à l'autre : 1929, 1973, 1993, Paris, La Documentation française, 1994 (avec Michel Margairaz).
- Chère Algérie. La France et sa colonie, 1930-1962 (1997) ; rééd., Flammarion, 2005.
- La Guerre d'Algérie au miroir des décolonisations françaises : mélanges en l'honneur de Charles-Robert Ageron, Paris, Société française d'outre-mer, 2000 (codirection).
- Lettres d’Algérie. André Segura : la guerre d’un appelé 1958-1959 - Nathalie Jungerman, Daniel Lefeuvre et Jean Segura - Éditions Nicolas Philippe, 2004.
- Pour en finir avec la repentance coloniale, Paris, Flammarion, 2006  (ISBN 2082104400) ; Réédition : Champs actuels, 2008[20].
- «L'avenir nous appartient !» Une histoire du Front populaire, Paris, Larousse, 2006 (avec Michel Margairaz et Danielle Tartakowsky).
- Faut-il avoir honte de l'identité nationale ?, Paris, Larousse, 2008. (avec Michel Renard)  (ISBN 9782035837066)
- L'Europe face à son passé colonial, Paris, Riveneuve, 2009 (codirection avec Olivier Dard), [compte-rendu en ligne].
- L'Histoire nationale en débat. Regards croisés sur la France et le Québec, Paris, Riveneuve, 2010 (codirection avec Éric Bédard et Serge Cantin).
- Démontage d'Empires, Paris, Riveneuve 2013 (direction).

### Articles
- «Les réactions patronales au Plan de Constantine», Revue historique, CCLXXVI/559, juillet-septembre 1986, pp. 167-189.
- «L'échec du plan de Constantine» dans : Jean-Pierre Rioux (dir.), La Guerre d’Algérie et les Français, Paris, Fayard, 1990.
- «La politique économique du Front républicain (1956-1957)», in Serge Berstein (dir.), Paul Ramadier, la République et le socialisme, Bruxelles, Complexe, 1989.
- « Vichy et la modernisation de l'Algérie: intention ou réalité ? », Vingtième siècle, revue d'histoire, no 42, avril-juin 1994, p. 7-16.
- « Les lumières de la crise : les entreprises françaises dans la dépression des années 1930 », Vingtième siècle, revue d'histoire, no 52, octobre-décembre 1996, p. 31–40.
- «La propagande économique dans la guerre d´Algérie», dans Charles-Robert Ageron (dir.), La Guerre d´Algérie et les Algériens, 1954-1962, Paris, Armand Colin, 1997.
- «Vichy et les entreprises algériennes», dans : L´Occupation, l´État français et les entreprises, ADHE Éditions, 2000.
- «L´électricité en Algérie, De la rationalisation à la nationalisation, les enjeux d´une réforme, 1937-1947», dans : L´Électrification outre-mer, Publications de la SFHOM, 2002.
- «La peau de chagrin de l'Algérie française»  dans Jean-Charles Jauffret (dir.), Hommes en Guerre d´Algérie, Paris, Autrement, 2003.
- «Les pieds-noirs» dans Mohammed Harbi et Benjamin Stora (dir.), La Guerre d'Algérie, 1954-2004, Paris, Robert Laffont, 2004, rééd. Hachette, 2005.
- Contributions à Jean-Pierre Rioux (dir.), Dictionnaire de la France coloniale, Paris, Flammarion, 2007.
- «De deux conditions essentielles de l’intégration par l’école», Hommes et Migrations, 2011/6, p. 78–82.
- «Pierre Mendès France et l’Algérie coloniale», dans Frédéric Turpin et Jacques Frémeaux (dir.), Pierre Mendès France et les outre-mers, Paris, Les Indes savantes, 2012.